# 鈴木良雄
鈴木 良雄（すずき よしお、1946年3月21日 - ）は、日本のベーシスト、作曲家。
長野県木曽郡木曽福島町（現・木曽町）生まれ。杉並区立松溪中学校、東京都立杉並高等学校を経て、早稲田大学第二文学部に入学し、早稲田大学第一文学部を卒業。

## 来歴
鈴木良雄は、一家の疎開先の木曽福島で生まれ、祖父は鈴木バイオリン製造の創業者・鈴木政吉、父の鈴木喜久雄もバイオリン制作者、母はピアノ教師、さらに叔父は「スズキ・メソード」の創始者鈴木鎮一という音楽一家に育つ。中学入学と同時に帰京。幼少時からピアノとヴァイオリン、高校ではギターを学ぶ。早稲田大学入学後早大モダンジャズ研究会（通称ダンモ研）に入りピアノを担当。1年後輩にはタモリや増尾好秋がいた。卒業後ピアニストとしてプロ入りし、その後ヤマハ音楽教室で渡辺貞夫に師事。彼の勧めもあってベースに転向する。
- 1967年から1973年までの間、渡辺貞夫グループ、菊地雅章グループでベーシストとして活躍。
- 1973年10月に渡米。ニューヨークに居を構えて活動開始。
- 1974年スタン・ゲッツ・グループに参加。
- 1975年～1976年 アート・ブレイキー&ジャズ・メッセンジャーズのレギュラーベーシストとして活躍。
- 1976年～1980年 ビル・ハードマン&ジュニア・クック・グループに参加。また、デイヴ・リーブマンを擁した自己のグループでもニューヨークを中心に活動。さらにソニー・ロリンズ、リー・コニッツ、チェット・ベーカー等とも共演。同時にクラシック作曲法の個人レッスンを受け、ジャズ・フィーリング、クラシックの素養、日本人としての感性をミックスさせた独自の世界を築く。
- 1985年 帰国後、自己のグループMATSURIを結成。
- 1992年にビデオアーツ・ミュージックと専属契約し、ONE VOICEレーベルから全オリジナル曲によるNYレコーディングのアルバム「THE MOMENT」をリリース。その後も発表されているCDの曲はすべて鈴木のオリジナルである。1993年に自己のニュー・グループEAST BOUNCE（野力奏一/key...1994年からは大石学、藤陵雅裕/sax、セシル・モンロー/ds）結成。6月にEAST BOUNCEのデビュー・アルバム「KISSES ON THE WIND」リリース。
- 1995年に「BEST OF EAST BOUNCE」が全米でリリース。米NACチャートでおおいに盛り上がり特にニューヨークのFMラジオ・ステーション「CD101.9」ではEAST BOUNCEの曲がオン・エアーし続けられた。
- 2002年に、9年続いたEAST BOUNCEを解散と同時に「EAST BOUNCE LIVE AT BODY & SOUL」のCDとDVDを発売。

その後、2001年に立ち上げた新グループBASS TALKで本格的に活動開始し、2004年10月にはアルバム「MOON AND BREEZE」を発表。デビュー35周年記念コンサートを青山草月ホールにて開催。
- 2005年6月、BASS TALKでエストニア～スウェーデン～ラトビア等2週間に渡ってのツアーを行う。
- 2006年6月、JVC JAZZ FESTIVAL NY（ニューヨーク）に出演。
- 2007年新たに伊藤潔、タモリ、五野洋と共に「ONE」レーベルを発足させ意欲的にCD制作に取り組む。６月に海野雅威(p)フィーチャーのCD「FOR YOU」、12月にはBASS TALKの新譜「Love Letter」を発売。
- 2008年3月には草月ホールでBASS TALKの集大成としてのコンサートを開き、全国６５ヶ所に及ぶ「Love Letter」プロモーションツアーを行った。 2009年10月にはベーシストデビュー４０周年を記念して　ケイ・赤城、秋吉敏子、小曽根真、イサオササキ，野力奏一、山本剛という６人のピアニストとのDUOのCD「My Dear Pianists」をリリース。
- 2010年1月、「南里文雄賞」(35回)受賞
- 2012年6月にはBASS TALKの新譜「Dancing Luna」をリリース、白寿ホールで発売記念コンサートを開く。 2008年2月に若者たちとのバンドGENERATION GAPを結成。
- 2015年3月にファーストアルバム「Generation Gap」をリリース。同3月22日、モーション・ブルー・ヨコハマで和太鼓と共にCD発売記念ライブを開催。
- 2016年竹書房よりジャズ入門書「人生が変わる55のジャズ入門」を出版、ジャズ本のベストセラーになる。
- 2019年3月に6年ぶりのBASS TALKの新譜「Beyond the Forest」リリース。 5月にHAKUJU HALLでコンサートを開く。2019年いっぱいで19年続いたBASS TALKを解散、現在は2019年に結成したTHE BLENDの活動を本格化し新たなる音宇宙への挑戦を続けている。
- 2020年4月長年コンビを組んできた山本剛(p)とのDUOアルバム「Loving Touch」がDAYS OF DELIGHTレーベルより発売となり、現在好評発売中。
- 2022年４月には新譜「Five Dance」リリース予定。
- かつてのSWING JOURNAL誌「日本ジャズメン読者人気投票」では数年にわたりBASS部門の1位に輝く。‘チンさん’のニックネームでミュージシャン・ファンから親しまれ、日本ジャズ界のリーダー的存在である。  ディスコグラフィー

リーダーアルバム
- FRIENDS / CBSソニー（1973年）
- MATSURI / CBSソニー（1974年）
- WINGS / トリオ（1981年）
- MORNING PICTURE / ビクターJVC（1984年）
- TOUCH OF RAIN / ビクターJVC（1986年）
- FAIRY TAIL / ビクターJVC（1987年）
- ALONE IN THE PACIPHIC / KING RECORDS（1991年）
- THE MOMENT / ビデオアーツ ミュージック（1992年）
- EAST BOUNCE～KISSES ON THE WIND～ / ビデオアーツ・ミュージック（1993年）
- COMMING BACK TO AMERICA / ビデオアーツ・ミュージック（1995年）
- THE EAST BOUNCE COLLECTION / ビデオアーツ・ミュージック（1996年）
- BASS & BASS / VINO ROSSO / KING RECORDS（1999年）
- SOMEONE IN LOVE / EWERECORDS（1999年）
- JOY SPRING / EWE RECORDS（1999年）
- MISTRAL / ビデオアーツ・ミュージック（2000年）
- VA DA DU? / TACT MUSIC PUBLISHER INC（2001年）
- 鈴木良雄イーストバウンス+1、宇川彩子 LIVE@BODY & SOUL / m-square（2003年）
- MOON AND BREEZE/ ビデオアーツ・ミュージック（2004年）
- Agana ( co-leader ) / DISK UNION（2007年）
- For You　/ ONE レーベル（2007年）
- LOVE LETTER / ONE レーベル（2007年）
- My Dear Pianists～チンさんと6人のピアニスト～ / ONE レーベル（2009年）
- Around The World / ONE レーベル（2011年）
- Dancing Luna / ONE レーベル（2012年）
- Beyond the Forest / ONE レーベル（2019年）

## 楽曲
- 「そこが知りたい」（TBS）テーマソング他、アルバムの曲が多数のメディアで流れている。

## 著書
- 「死ぬまでジャズ 鈴木良雄自伝」 リットーミュージック 2024年